# Ballybunion
Ballybunion (en irlandès Baile an Bhuinneánaigh) és una vila costanera d'Irlanda, al comtat de Kerry, a la província de Munster. Es troba a 15 kilòmetres de Listowel.
Hi ha les ruïnes d'un castell prop de la ciutat, però només en queda una sola paret. Hi ha dos clubs de golf a la zona, incloent el famós Ballybunion Golf Club, una cursa de links de classe alta fundat l'any 1893 que va acollir l'Open Irlandès Murphys en 2000 i la Palmer Cup el 2004. D'acord amb l'Oficina Central d'Estadística, Ballybunion tenia 1.329 habitants el 2002.

## Galeria d'imatges

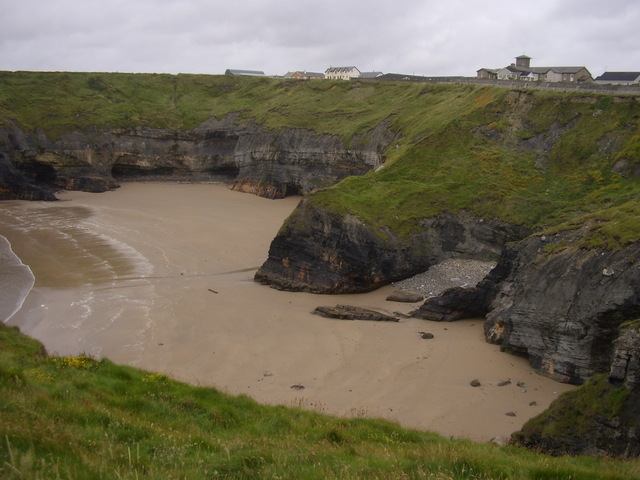
La platja de Nunns Beach
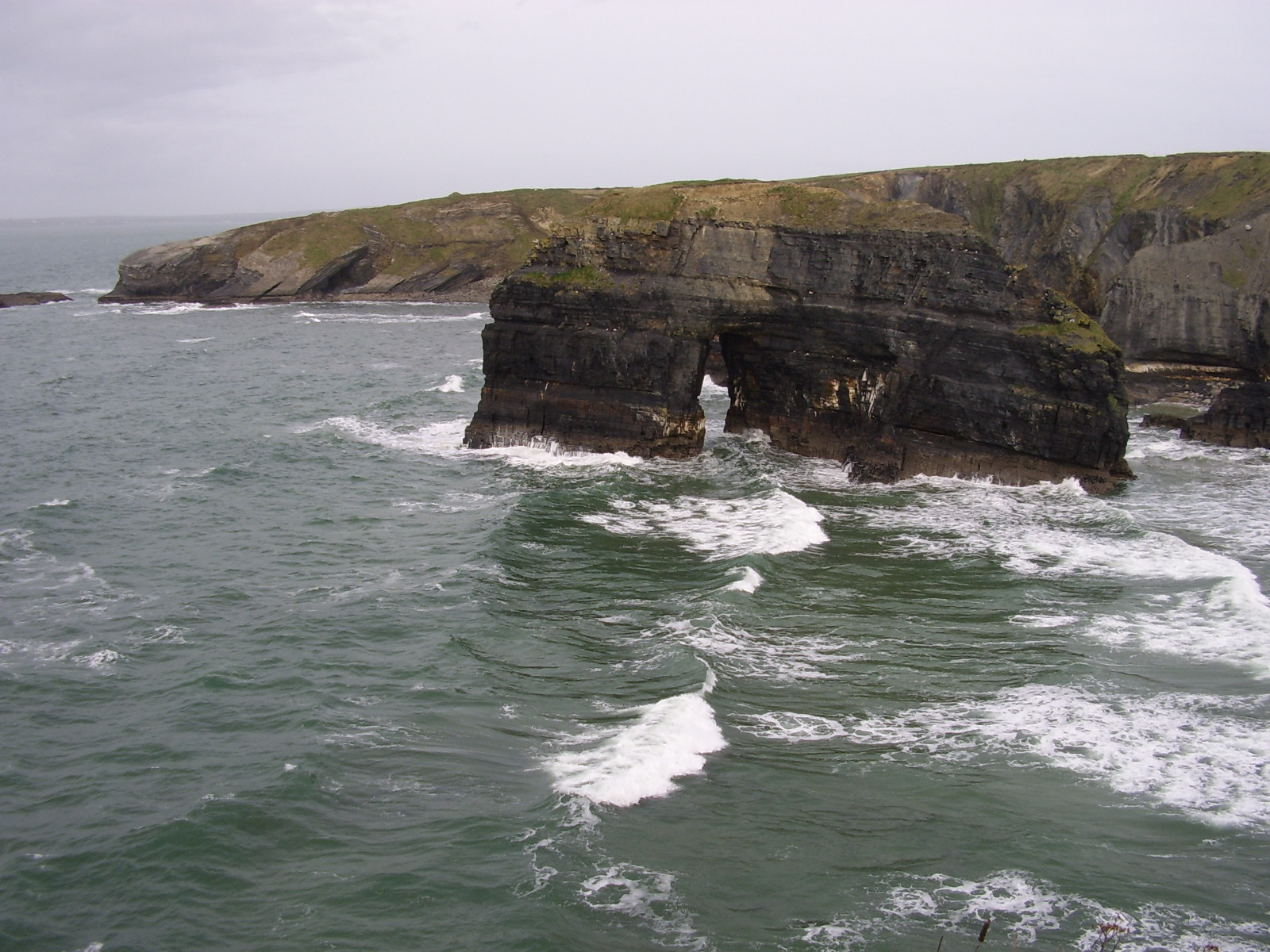
La roca de la Verge
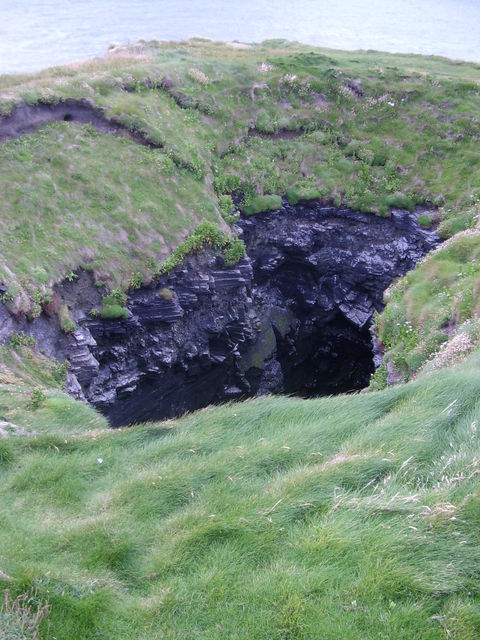
El forat de les nou filles
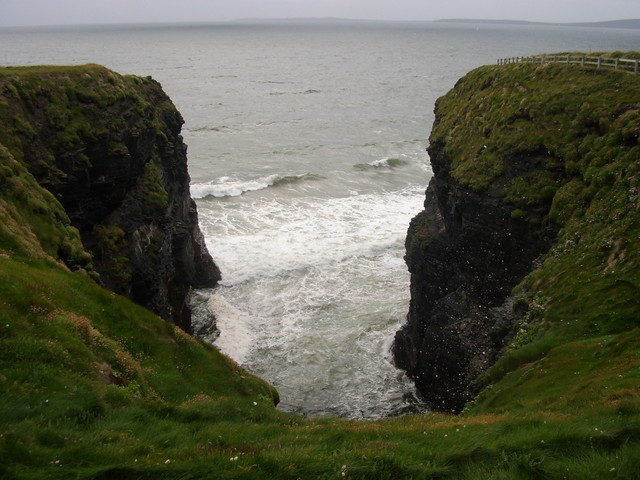
Cova al Cliff Walk
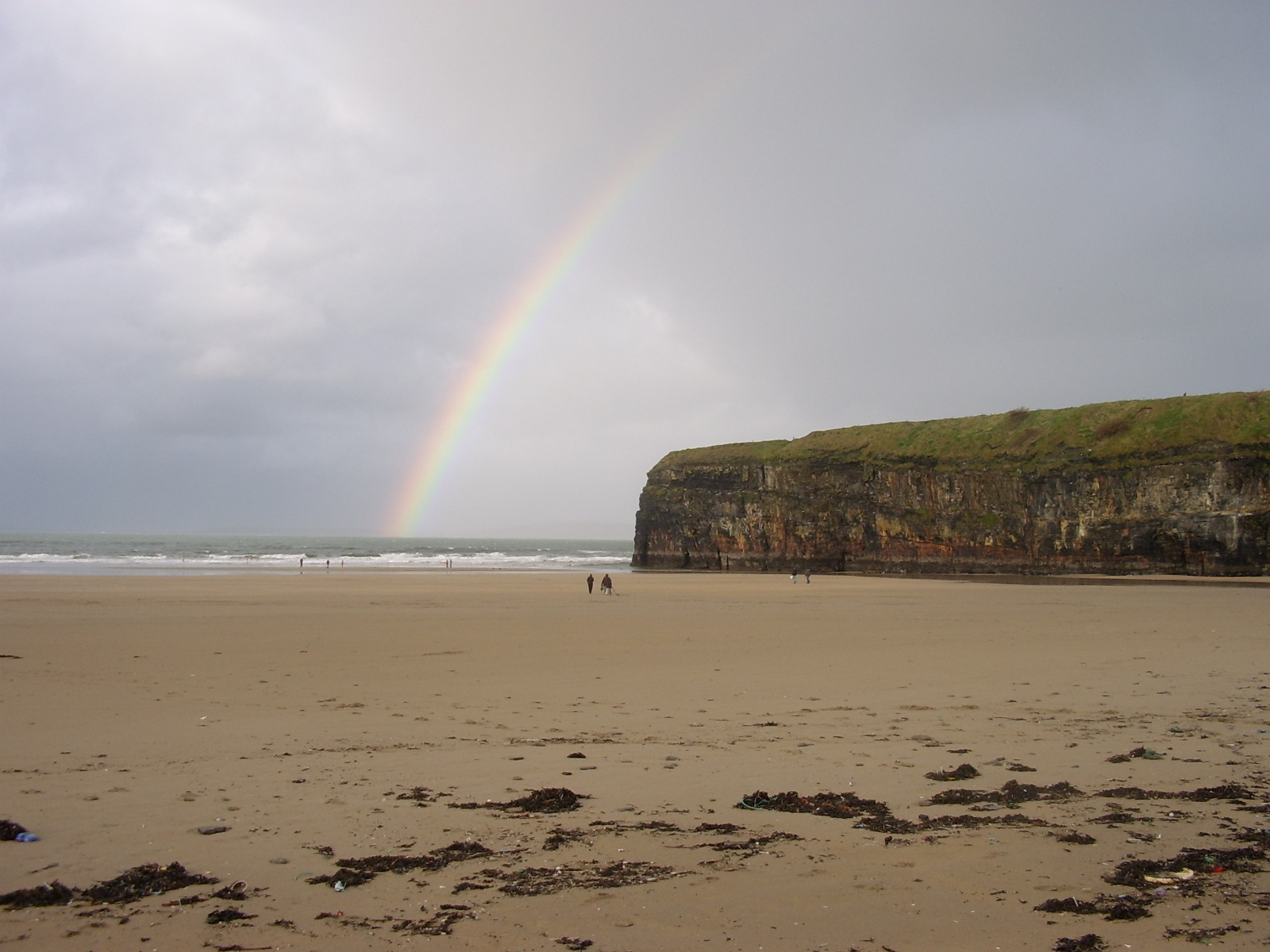
Arc de Sant Martí a Ladies Beach